# Hadia Tajik
Hadia Tajik, née le 18 juillet 1983 à Bjørheimsbygd (Rogaland), est une juriste, journaliste et femme politique norvégienne d’origine pakistanaise, membre du Parti travailliste (A/Ap). Députée d’Oslo depuis 2009, elle est ministre de la Culture de septembre 2012 à octobre 2013.
Âgée de 29 ans lors de sa nomination, elle est la plus jeune ministre de l’histoire politique de la Norvège. Elle est également la première personnalité politique musulmane à participer à un gouvernement.

## Biographie

### Jeunesse et éducation
Hadia Tajik est née le 18 juillet 1983 dans le village de Bjørheimsbygd, à Strand, en Norvège. Elle est la fille de Sarwar Tajik, né en 1947, et Safia Qazalbash, née en 1948, deux immigrants originaires du Pakistan, ayant rejoint la Norvège au début des années 1970. Elle fréquente l’école du village, puis va aux établissements secondaires de Tau, entre 1996 et 1998, et de Strand, de 1998 à 2001.
Elle est diplômée en journalisme à l'université de Stavanger, après quoi elle étudie les droits humains à l'université Kingston, en Angleterre, de 2004 à 2005, et obtient un master. Elle devient par la suite étudiante en droit à l'université d'Oslo, obtenant un master en droit en 2012.

### Carrière politique

#### Débuts
Hadia Tajik est active dans la vie politique assez jeune, étant leader de la section locale du parti travailliste Arbeidernes Ungdomsfylking de 1999 à 2002 à Strand, avant de devenir représentante du parti dans le comté de Rogaland, jusqu'à 2003. Elle est conseillère du Ministre du travail et de l'inclusion sociale, Bjarne Håkon Hanssen, de 2006 à 2008. Cette même année, elle est temporairement conseillère du Premier ministre norvégien Jens Stoltenberg, puis, de 2008 à 2009, du Ministre de la justice, Knut Storberget.
Quand elle travaille pour Knut Storberget, elle est accusée d'être impliquée dans l'affaire du hijab, événement politique lié à la publication d'une autorisation du département de justice soutenant la légalisation du port du hijab pour les officières de police en service. Cette proposition aurait été approuvée par Hadia Tajik et Astri Aas-hansen, sans qu'elles n'en réfèrent au ministre lui-même. Ces allégations n'ont jamais été prouvées, mais les médias ont mis en avant le fait que le ministre n'avait pas nié, et avait de ce fait laissé les deux femmes être blâmées pour cette décision. 
Elle travaille à nouveau en 2009 en tant que conseillère du ministre du travail et de l'inclusion sociale.

#### Membre du Parlement
Le 14 septembre 2009, Hadia Tajik est élue membre du Parlement, sous l'étiquette du parti travailliste norvégien. Représentante d'Oslo, elle est la candidate numéro six sur la liste du parti travailliste, ce qui est considéré comme une place sans risque. Pendant son mandat au parlement, elle est membre du Comité permanent sur l'éducation, la recherche et les affaires religieuses, ainsi que du comité des élections. Elle est placée en seconde position sur la liste du parti travailliste à Oslo, pour les élections parlementaires de 2013. Après ces élections, et la chute du gouvernement travailliste, elle conserve sa place au Storting, toujours pour la circonscription d'Oslo. Elle a été en outre nommée directrice du Comité permanent sur la justice, considéré comme l'un des plus prestigieux postes du Parlement.

#### Ministre de la culture
En septembre 2012, avec le remaniement ministériel, le Premier ministre Jens Stoltenberg annonce qu'Hadia Tajik devient la nouvelle Ministre de la Culture. Elle remplace Anniken Huitfeldt, cette dernière devenant Ministre du Travail et des Affaires sociales. 
À ce moment-là, elle est la plus jeune personne à devenir ministre en Norvège, étant alors âgée de 29 ans. Elle devient aussi la première musulmane à intégrer le gouvernement,. Elle est historiquement, la seconde ministre d'une origine non-caucasienne après  Manuela Ramin-Osmundsen, qui a démissionné du poste de Ministre de l'Enfance, de l’Égalité et de l'Inclusion sociale en 2008. 
Hadia Tajik démissionne après la défaite du parti travailliste aux élections parlementaires en 2013, avec le reste de son cabinet gouvernemental.

### Image médiatique
Hadia Tajik est citée comme étant la « princesse héritière du Parti travailliste », star montante du monde politique appartenant à « Une nouvelle génération » de jeunes politiciens travaillistes. Elle a été perçue comme une possible future Première ministre du parti travailliste par Gro Harlem Brundtland, et par des experts politiques. Ces prédictions ont été considérées comme en passe de se réaliser, quand Tajik a pris, avec un collègue, la tête des députés aux congrès national du Parti travailliste, en 2015.
Le 22 juillet 2011, elle est en visite avec le Premier ministre Gro Harlem Brundtland au camp d'été des jeunes travaillistes, à Utøya. Elle quitte le lieu quelques heures avant le massacre commis par le terroriste d'extrême droite Anders Behring Breivik, dans le cadre des attentats terroristes de 2011.

### Vie privée
Hadia Tajik a été mariée à Stefan Heggelund, un consultant en communications et homme politique du Parti conservateur. Ils ont décidé de rendre publique leur relation au moment de l'élection parlementaire de 2013, où ils candidatent tous les deux pour leurs camps respectifs,. Ils ont été élus député à la suite de cette élection. le 26 juin 2014, ils annoncent leur mariage, qui se concrétise en une cérémonie privée deux jours plus tard,. Ils annoncent leur divorce en février 2016.
Elle se décrit elle-même comme une musulmane non-pratiquante, disant « Je suis une femme politique, qui se trouve être musulmane, mais je ne suis pas une politicienne musulmane ».

## Sources
- (en) Cet article est partiellement ou en totalité issu de l’article de Wikipédia en anglais intitulé « Hadia Tajik » (voir la liste des auteurs).

1. ↑  Biography de Tajik, sur le site du parlement norvégien.
2. ↑  (no) Lars Henie Barstad, « Tajik, Hadia », Representantene, Stortinget (consulté le 21 septembre 2012)
3. ↑  (en-GB) Ministry of Labour and Social Inclusion, « Former political advisor Hadia Tajik », sur Government.no, 11 janvier 2007 (consulté le 17 octobre 2016)
4. ↑  « - Urettferdig at de sitter igjen med skylda », sur Dagbladet.no (consulté le 17 octobre 2016)
5. ↑  (en) « The sixth parliamentary seat », The Foreigner,‎ 18 septembre 2009 (lire en ligne, consulté le 21 septembre 2009)
6. ↑  Vilde Heljesen: Marit Nybakk vant kampvoteringen NRK, 11 November 2012
7. ↑  « Hadia Tajik valgt til ny leder for justiskomiteen », sur Dagbladet.no (consulté le 17 octobre 2016)
8. ↑  (en) « Radical Changes in Norway’s New Cabinet » (consulté le 21 septembre 2012)
9. ↑  (en) « Dette er den nye kulturministeren - Hadia Tajik » (consulté le 21 septembre 2012)
10. ↑  (no) Marie Melgård, « Strategisk lurt å velge Tajik », Aftenposten.no,‎ 22 septembre 2012 (lire en ligne, consulté le 26 septembre 2012)
11. ↑  « Hadia og Stefan inviterer til hemmelig bryllup », VG,‎ 26 juin 2014 (lire en ligne, consulté le 17 octobre 2016)
12. ↑  Frank Ertesvåg (8 March 2013): Snart på tide med en kvinne som statsministerVG, retrieved 11 August 2013
13. ↑  Nilas Johnsen, Erlend Skevik (10 August 2013): Peker på Tajik som fremtidig partilederVG, retrieved 11 August 2013
14. ↑  « Hadia Tajik (31) blir Aps nye førstedame », VG,‎ 17 avril 2015 (lire en ligne, consulté le 17 octobre 2016)
15. ↑  NTB (25 July 2013): Skal ha ønsket å ramme Gro Harlem BrundtlandVG, retrieved 11 August 2013
16. ↑  Martine Aurdal: Hadia fant kjærligheten med Høyre-mann (in Norwegian) Dagbladet, December 1, 2012. Retrieved December 1, 2012
17. ↑  (no) Sofia Storhaug, « Hadia Tajik bekrefter forhold til høyrepolitiker », Vg.no,‎ 1er décembre 2012 (lire en ligne, consulté le 1er décembre 2012)
18. ↑  (no) Thea Steen, « Gifter seg med Høyre-kjæresten om to dager », Dagbladet,‎ 26 juin 2014 (lire en ligne, consulté le 26 juin 2014)
19. ↑  (no) Marcus Husby et Linn Johansen, « Ap-Hadias hemmelige maktbryllup », VG,‎ 28 juin 2014 (lire en ligne, consulté le 30 juin 2014)
20. ↑  (no) Khan Farooq, « Ap-nestleder Hadia Tajik og Høyre-politiker Stefan Heggelund har gått fra hverandre », Dagbladet,‎ 26 février 2016 (lire en ligne, consulté le 29 septembre 2016)